# Pagurus caurinus
Pagurus caurinus är en kräftdjursart som beskrevs av J. F. L. Hart 1971. Pagurus caurinus ingår i släktet Pagurus och familjen eremitkräftor. Inga underarter finns listade i Catalogue of Life.